# 1234
| 1234               |
| ------------------ |
| Dødsfald - Fødsler |
|                    |

| Gregoriansk kalender | 1234 MCCXXXIV           |
| Ab urbe condita      | 1987                    |
| Armensk kalender     | 683 ԹՎ ՈՁԳ              |
| Kinesiske kalender   | 3930 – 3931 癸巳 – 甲午 |
| Etiopisk kalender    | 1226 – 1227             |
| Jødisk kalender      | 4994 – 4995             |
| Hindukalendere       |                         |
| - Vikram Samvat      | 1289 – 1290             |
| - Shaka Samvat       | 1156 – 1157             |
| - Kali Yuga          | 4335 – 4336             |
| Iransk kalender      | 612 – 613               |
| Islamisk kalender    | 631 – 632               |

Regent i Danmark: Valdemar Sejr 1202-1241 og Erik Plovpenning
Se også 1234 (tal)

## Begivenheder
- Liber Extra, der er en lovbog for international kirkeret, udstedes af pave Gregor IX (1227-41).
- Det første årstal på en dansk mønt er tillige også Europas ældste middelaldermønt med årstal: Valdemar Sejrs berømte mønt med indskriften Anno Domini MCCXXXIIII (1234).
- Lemvig nævnes for første gang. Dog kun som en lille by.